# Morocco Tennis Tour - Casablanca
Il Morocco Tennis Tour - Casablanca è stato un torneo professionistico maschile e femminile di tennis che faceva parte dell'ATP Challenger Tour e dell'ITF Women's Circuit. Si giocava annualmente, con varie interruzioni, tra il 2007 e il 2015, su campi in terra rossa a Casablanca, in Marocco.
Nel 2015 e 2016 si giocò a Casablanca il Morocco Tennis Tour - Casablanca II, torneo che faceva parte del circuito Challenger maschile.

## Albo d'oro

### Singolare maschile
| Anno      | Campione        | Finalista        | Punteggio      |
| --------- | --------------- | ---------------- | -------------- |
| 2015      | Lamine Ouahab   | Javier Martí     | 6–0, 7–6(5)    |
| 2014      | Non disputato   | Non disputato    | Non disputato  |
| 2013      | Dominic Thiem   | Potito Starace   | 6–2, 7–5       |
| 2012      | Aljaž Bedene    | Nicolas Devilder | 7–6(6), 7–6(4) |
| 2011      | Evgenij Donskoj | Alessio Di Mauro | 2–6, 6–3, 6–3  |
| 2010 2008 | Non disputato   | Non disputato    | Non disputato  |
| 2007      | Marin Čilić     | Simone Bolelli   | 4–6, 6–3, 6–4  |

### Doppio maschile
| Anno      | Campioni                                   | Finalisti                          | Punteggio           |
| --------- | ------------------------------------------ | ---------------------------------- | ------------------- |
| 2015      | Laurynas Grigelis Adrian Ungur             | Flavio Cipolla Alessandro Motti    | 3–6, 6–2, [10–5]    |
| 2014      | Non disputato                              | Non disputato                      | Non disputato       |
| 2013      | Claudio Grassi Riccardo Ghedin             | Gero Kretschmer Alexander Satschko | 6–4, 6–4            |
| 2012      | Walter Trusendi Matteo Viola               | Leonardo Tavares Simone Vagnozzi   | 1–6, 7–6(5), [10–3] |
| 2011      | Guillermo Alcaide Adrián Menéndez Maceiras | Leonardo Tavares Simone Vagnozzi   | 6–2, 6–1            |
| 2010 2008 | Non disputato                              | Non disputato                      | Non disputato       |
| 2007      | Łukasz Kubot Oliver Marach                 | Michal Mertiňák Robin Vik          | 7–6(2), 7–5         |

### Singolare femminile
| Anno | Campionessa            | Finalista            | Punteggio        |
| ---- | ---------------------- | -------------------- | ---------------- |
| 2013 | Viktorija Kan          | Ol'ga Savčuk         | 6–4, 6–4         |
| 2012 | Arantxa Parra Santonja | Ol'ga Savčuk         | 6–4, 6–4         |
| 2011 | Galina Voskoboeva      | Mervana Jugić-Salkić | 6(4)–7, 6–2, 6–3 |

### Doppio femminile
| Anno | Campionesse                             | Finaliste                                | Punteggio        |
| ---- | --------------------------------------- | ---------------------------------------- | ---------------- |
| 2013 | Paula Kania Valerija Solov'ëva          | Cecilia Costa Melgar Anastasia Grymalska | 7–6(3), 6–4      |
| 2012 | Ol'ga Savčuk Renata Voráčová            | Elena Bogdan Ioana Raluca Olaru          | 6–1, 6–4         |
| 2011 | Sandra Klemenschits Kristina Mladenovic | Magda Linette Katarzyna Piter            | 6–3, 3–6, [10–8] |